# Brachys capitatus
Brachys capitatus es una especie de escarabajo barrenador metálico del género Brachys, categorizada en la tribu Trachyini, de la subfamilia Agrilinae.

## Taxonomía
Fue descrita científicamente por Obenberger en 1934.
Tratamiento taxonómico
La especie aparece registrada y publicada en Fragmenta buprestologica II. Acta Societatis Entomologicae Cechosloveniae 31:90. (1934).